# Bruno Walliser

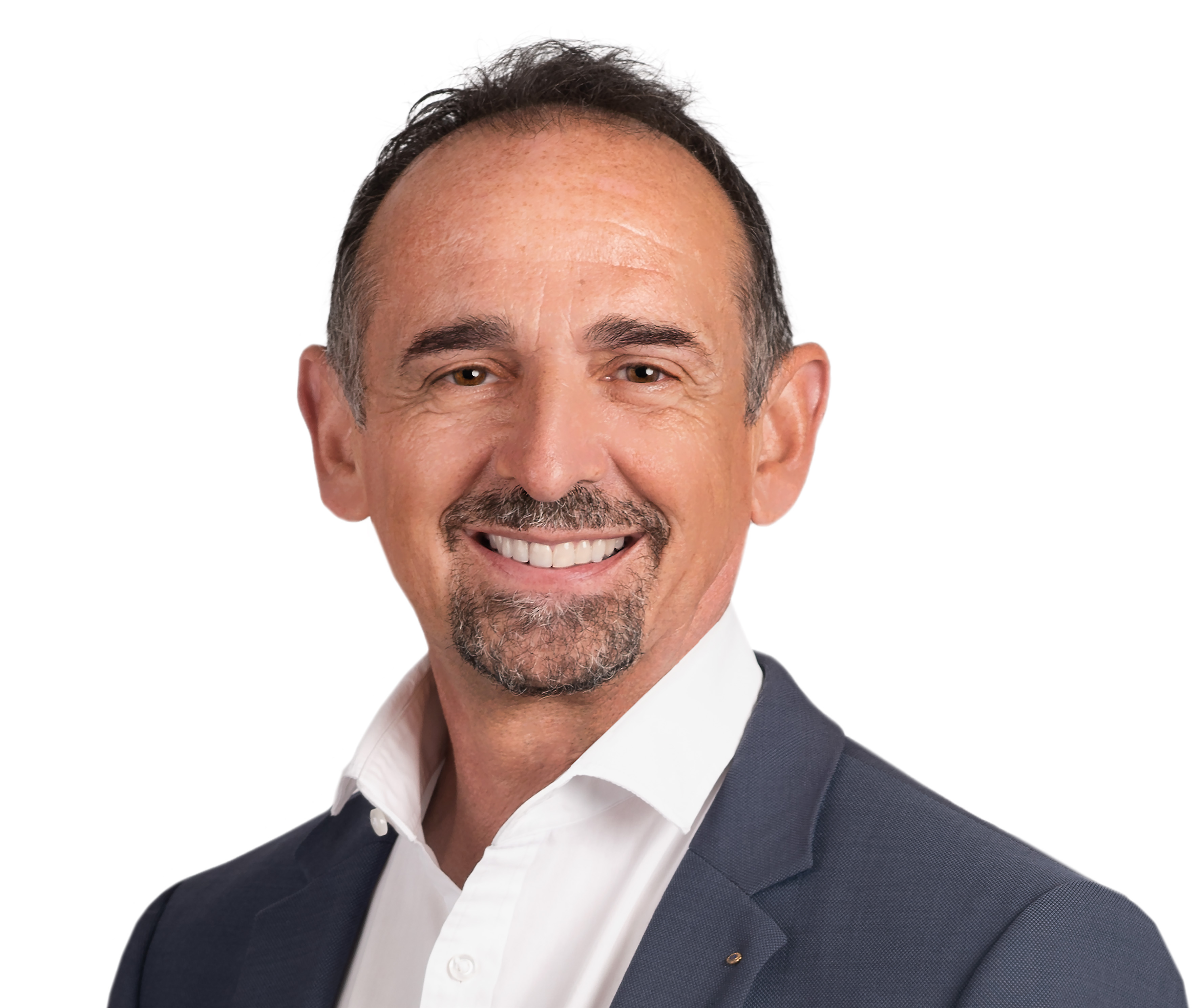
Bruno Walliser

Bruno Walliser (* 11. April 1966 in Volketswil; heimatberechtigt in Mosnang und Volketswil) ist ein Schweizer Politiker (SVP).

## Beruf
Walliser ist von Beruf Kaminfegermeister und Feuerungskontrolleur. Er ist Inhaber einer Firma in Volketswil, die etwa zehn Mitarbeiter hat und auf die Kontrolle und Reinigung von Feuerungsanlagen wie Holz, Öl- und Gasheizungen spezialisiert ist.

## Politische Laufbahn
Von 1998 bis 2002 war Walliser im Gemeinderat von Volketswil, von 2002 bis 2017 war er Gemeindepräsident. Von 1999 bis 2016 war er Mitglied im Zürcher Kantonsrat, von 2013 bis 2014 dessen Präsident. Bei den Schweizer Parlamentswahlen 2015 im Oktober wurde er in den Nationalrat gewählt. Dort ist er (Stand: März 2025) Mitglied in der Sicherheitspolitischen Kommission, der Geschäftsprüfungskommission und in der Delegation für die Beziehungen zum Deutschen Bundestag. Zuvor war er in der Kommission für Rechtsfragen.
Walliser ist Vizepräsident des Vereins Zusammenschluss Oberlandstrasse und setzt sich im Parlament für die Fertigstellung der Autobahn A53 zwischen Uster und Hinwil ein. Er ist Mitglied der auf Initiative der Getränkehersteller gegründeten Lobbygruppe für Süssgetränke IG Erfrischungsgetränke.